# أديل باركس
أديل باركس هي مؤلفة قصص نسائية إنجليزية.

## السيرة الشخصية
ولدت باركس في تيسايد ودرست اللغة الإنجليزية في جامعة ليستر . باعت أكثر من 3.5 مليون نسخة بريطانية من رواياتها  وترجمت كتبها إلى أكثر من 26 لغة. كانت كل واحدة من رواياتها الثمانية عشر الأكثر مبيعًا في المملكة المتحدة.
كانت عضوًا في لجنة تحكيم جوائز كوستا للكتاب عام 2010، كما أنها تعمل بانتظام على تحكيم جوائز كوستا للقصة القصيرة. عام 2009 حصلت على الدكتوراة الفخرية، ودكتوراة في الآداب من جامعة تيسايد. فاز كتابها «العائلات السعيدة» بجائزة المتعلمين المفضلة. وهي سفيرة لأعمال محو الأمية الخيرية وكالة القراءة وراعية للصندوق الوطني لمحو الأمية. وهي أيضًا راعية لمهرجان جيلفورد للكتاب.
تم إدراج كتابها Lies، Lies، Lies في القائمة المختصرة لكتّاب الخيال لعام 2020 في حفل توزيع جوائز الكتاب البريطاني.

## أعمالها
- Playing Away - اللعب بعيدا (2000)
- Game Over - انتهت اللعبة (2001)
- Larger Than Life - أكبر من الحياة (2002)
- The Other Woman's Shoes - أحذية المرأة الأخرى (2003)
- Still Thinking of You - ما زلت أفكر فيك (2004)
- Husbands - الأزواج (2005)
- Young Wives' Tales - حكايات الزوجات الشابات (2007)
- Happy Families - العائلات السعيدة (2008)
- Tell Me Something - قل لي شيئا (2009)
- Love Lies - أكاذيب الحب (2009)
- Men I've Loved Before - الرجال الذين أحببتهم من قبل (2010)
- About Last Night - حول الليلة الماضية (2011)
- Whatever It Takes - مهما كان الأمر (2012)
- The State We're In - الحالة التي نحن فيها (2013)
- Spare Brides - عرائس احتياط (2014)
- If You Go Away - إذا ذهبت بعيدًا (2015)
- Love Is a Journey - الحب رحلة (2016)
- The Stranger in My Home - الغريب في بيتي (2016)
- Lies lies lies - أكاذيب أكاذيب "(2016)
- The Image of You - صورتك (2017)
- I Invited Her In - دعوتها (2018)
- Lies Lies Lies - أكاذيب أكاذيب أكاذيب (2019)
- Just My Luck فقط حظي (2020)

## روابط خارجية
- معلومات السيرة الذاتية مأخوذة من الموقع الرسمي.